# 以西村
以西村（いさいそん）は、鳥取県東伯郡にあった村。現在の東伯郡琴浦町の一部にあたる。

## 地理
船上山の麓、勝田川、矢筈川の流域に位置していた。

## 歴史
- 1889年（明治22年）10月1日、町村制の施行により、八橋郡竹内村、宮木村、高岡村、山川村、大父村が合併し村制施行し以西村が発足[1][2]。旧村名を継承した竹内、宮木、高岡、山川、大父の5大字を設置[2]。
- 1896年（明治29年）4月1日、郡の統合により東伯郡に所属[2]。
- 1954年（昭和29年）1月1日、東伯郡赤碕町、成美村、安田村と合併し赤碕町が存続して廃止された[1][2]。合併後、赤碕町大字竹内・宮木・高岡・山川・大父となる[2]。

## 産業
- 農業、畜産、林業[2]

## 交通

### 県道
- 赤碕船上山線[2]

## 名所・旧跡
- 船上山行宮跡（国指定史跡）